# Nigrostriatalny szlak dopaminergiczny
Nigrostriatalny szlak dopaminergiczny – jeden ze szlaków, którymi aksony wydzielające dopaminę przebiegają w ośrodkowym układzie nerwowym.
Nigrostriatalny szlak dopaminergiczny bierze swój początek w pniu mózgu, gdzie leży istota czarna. Znajdują się w niej perykariony neuronów dopaminergicznych (wydzielających jako neuroprzekaźnik dopaminę). Ich aksony sięgają swymi zakończeniami prążkowia bądź jąder podstawy.
Szlak nigrostriatalny jest jednym z czterech najważniejszych szlaków dopaminergicznych, pełni funkcje związane z motoryką. Należy on do układu pozapiramidowego.
Zaburzenia aktywności dopaminergicznej szlaku nigrostriatalnego wiążą się z patogenezą pewnych schorzeń. Niedobór tej aktywności wiąże się z wystąpieniem takich objawów, jak sztywność, bradykinezja, akinezja, drżenia. Objawy takie obserwuje się choćby w chorobie Parkinsona. Podobne zaburzenia w zwojach podstawnych powodują dystonie i akatyzję. Niesie to za sobą istotny problem terapeutyczny. Leki blokujące receptory dopaminergiczne używane są w farmakoterapii (leki przeciwpsychotyczne leczące objawy pozytywne schizofrenii stanowią blokery receptora D2). Wobec tego ich stosowanie niesie za sobą ryzyko wywołania objawów niepożądanych odpowiadających wymienionym powyżej. Nieprawidłowości pociąga za sobą również nadmierne stężenie dopaminy w szlaku nigrostriatalnym. Odwrotnie niż niedobór, prowadzi ono do zaburzeń hiperkinetycznych. Wymienia się tutaj objawy pląsawicy, tiki, dyskinezy.